# Kaple Nejsvětější Trojice (Čejkovice)
Kaple Nejsvětější Trojice je římskokatolická kaple v Čejkovicích, místní části městyse Podhradí. Náleží do farnosti Jičín. Vlastníkem kaple je arciděkanství Jičín.

## Bohoslužby
Pravidelné bohoslužby se v kapli nekonají, kaple není k bohoslužbám využívána.